# Robert Patrick (diplomate)
Robert Patrick, né le 13 mars 1890 à Geraldine (Nouvelle-Zélande) et décédé le 8 août 1963 à Wellington (Nouvelle-Zélande), est un militaire, fonctionnaire et diplomate néo-zélandais.

## Biographie
Robert Patrick combat dans l'armée néo-zélandaise pendant la Première Guerre mondiale et devient lieutenant au sein du New Zealand Engineers Signals. Après le conflit, celui-ci devient agent des douanes, puis diplomate.
En décembre 1940, il succède à Carl Berendsen comme représentant du gouvernement néo-zélandais à Tahiti, au lendemain du ralliement des Établissements français de l'Océanie à la France libre, et conseille les Français libres locaux notamment sur les questions commerciales et financières. Au lendemain de la Seconde Guerre mondiale, Robert Patrick est premier secrétaire de la légation néo-zélandaise à Moscou.

## Vie privée
Robert Patrick se marie deux fois et a une fille.

Il s'éteint le 8 août 1963 à Wellington et est incinéré.

## Décorations
- Ordre de l'Empire britannique à titre civil (OBE, 1947)[1]
- 1914-15 Star
- British War Medal
- Victory Medal